# Rallye de Grande-Bretagne 1982
Le Rallye de Grande-Bretagne 1982 (38th Lombard RAC Rally), disputé du 21 au 25 novembre 1982, est la cent-onzième manche du championnat du monde des rallyes (WRC) courue depuis 1973 et la douzième et dernière manche du championnat du monde des rallyes 1982.

## Contexte avant la course

### Le championnat du monde
Ayant succédé en 1973 au championnat international des marques (en vigueur de 1970 à 1972), le championnat du monde des rallyes se dispute sur un maximum de treize manches, comprenant les plus célèbres épreuves routières internationales, telles le Rallye Monte-Carlo, le Safari ou le RAC Rally. Depuis 1979, le championnat des constructeurs a été doublé d'un championnat pilotes, ce dernier remplaçant l'éphémère Coupe des conducteurs, organisée à seulement deux reprises en 1977 et 1978. Le calendrier 1982 intégrait initialement treize manches pour l'attribution du titre de champion du monde des pilotes dont onze sélectives pour le championnat des marques (le Rallye de Suède et le Rallye de Côte d'Ivoire en étant exclus), mais l'annulation récente du Rallye d'Argentine à cause de la guerre des Malouines a amputé le calendrier d'une épreuve.

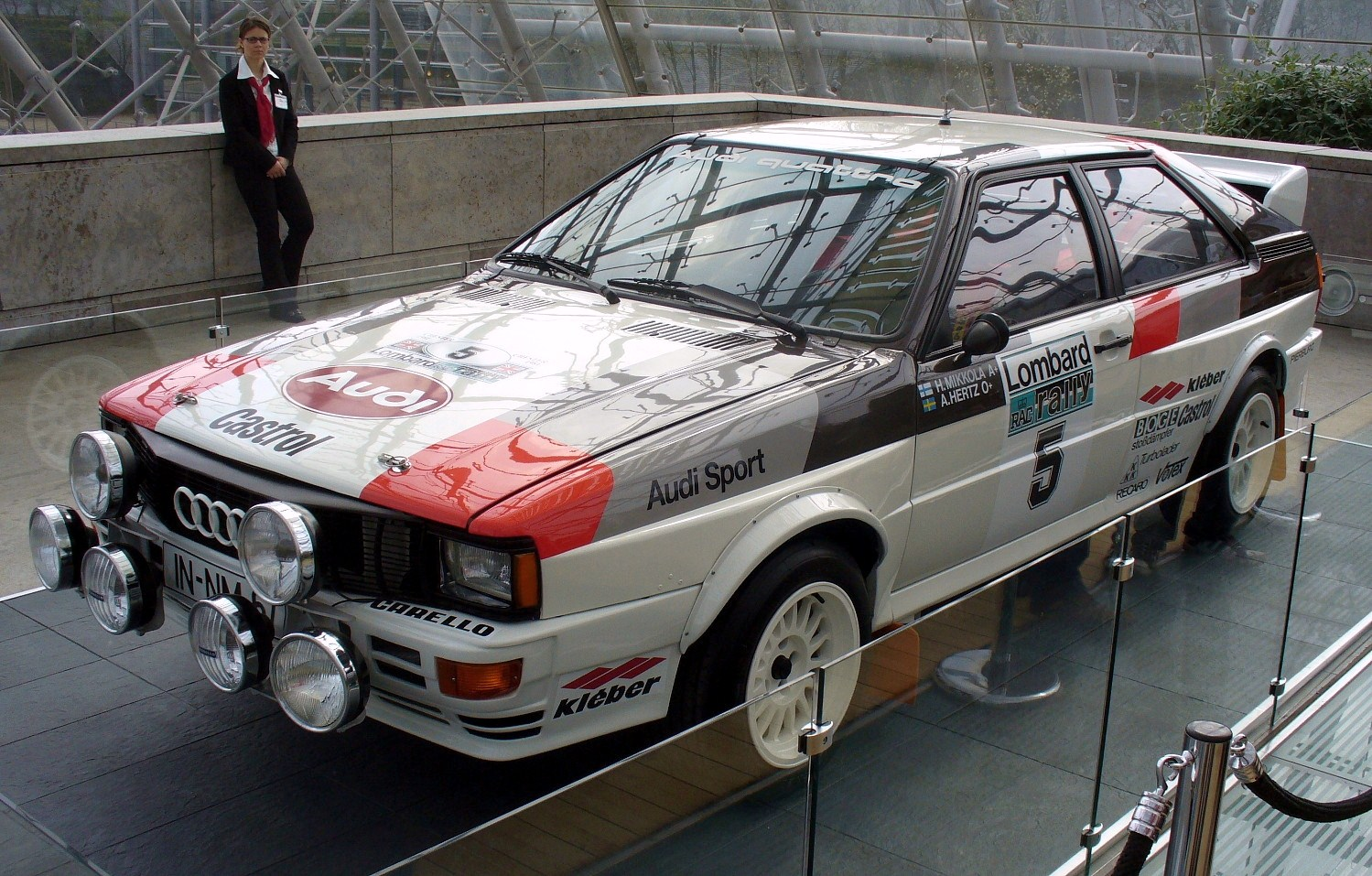
Avec son coupé Quattro groupe 4, Audi peut logiquement viser un premier titre mondial

1982 marque l'introduction de la nouvelle réglementation en matière d’homologation des voitures de rallye, avec les catégories suivantes :
- Groupe N : voitures de grande production de série, ayant au minimum quatre places, fabriquées à au moins 5000 exemplaires en douze mois consécutifs ; modifications très limitées par rapport au modèle de série (bougies, amortisseurs).
- Groupe A : voitures de tourisme de grande production, fabriquées à au moins 5000 exemplaires en douze mois consécutifs, avec possibilité de modifications des pièces d'origine ; poids minimum fonction de la cylindrée.
- Groupe B : voitures de grand tourisme, fabriquées à au moins 200 exemplaires en douze mois consécutifs, avec possibilité de modifications des pièces d'origine (extension d'homologation portant sur 10% de la production). Les élargisseurs d'aile rapportés sont interdits[4].

Malgré l'introduction de la nouvelle réglementation en matière d’homologation des voitures de rallye, la saison 1982 s'est disputée entre les traditionnelles voitures des groupes 2 (tourisme spécial) et 4 (grand tourisme spécial), autorisées à courir une année de plus afin de laisser aux constructeurs plus de temps pour développer leurs nouveaux modèles. Seule la Scuderia Lancia a pu développer sa nouvelle Rally 037, apparue au printemps, les autres voitures du groupe B vues en cours de saison (telles la Citroën Visa) étant des anciens modèles réhomologués. Avant la dernière manche, Walter Röhrl a déjà décroché le titre de champion du monde après sa victoire en Côte d'Ivoire au volant de son Opel Ascona 400 ; Michèle Mouton avait alors perdu sa dernière chance après bien des péripéties au volant de son Audi Quattro. Le championnat des constructeurs n'est cependant pas joué entre Audi et Opel, mais, grâce à ses deux points d'avance et ses cinq victoires déjà remportées, une cinquième place au RAC est suffisante à Audi pour s'assurer le titre, quel que soit le résultat de son adversaire.

#### Chances des prétendants au titre
- Opel est champion du monde des constructeurs si :
- Une Opel gagne le rallye RAC et Audi termine au delà de la cinquième place au classement général.
- Une Opel se classe deuxième du rallye RAC et Audi termine au delà de la sixième place au classement général.
- Une Opel se classe troisième du rallye RAC mais deuxième de son groupe et Audi termine au delà de la sixième place au classement général (cas possible si la Lancia Groupe B gagne ou termine à la deuxième place du rallye).

- Dans tous les autres cas de figure, Audi remporte le titre constructeurs.

### L'épreuve
Première course automobile à adopter, dès 1960, un classement s'appuyant sur des épreuves chronométrées, le « RAC Rally », créé dans les années 1930, était à l'origine une épreuve d'orientation et de maniabilité. Son parcours secret, empruntant principalement les chemins privés, n'est dévoilé aux équipages qu'au moment du départ. L'absence de reconnaissances préalables valorise les qualités d'improvisation des pilotes, le copilote n'étant utile qu'à la navigation. Grâce à leurs participations régulières aux épreuves britanniques, les pilotes nordiques ont une aussi bonne connaissance du terrain que les pilotes locaux. Dernier vainqueur en date, le Finlandais Hannu Mikkola s'est déjà imposé à trois reprises au RAC, tout comme son compatriote Timo Mäkinen (de 1973 à 1975) et le Suédois Erik Carlsson (de 1962 à 1964).

## Le parcours
- départ : 21 novembre 1982 de York
- arrivée : 25 novembre 1982 à York

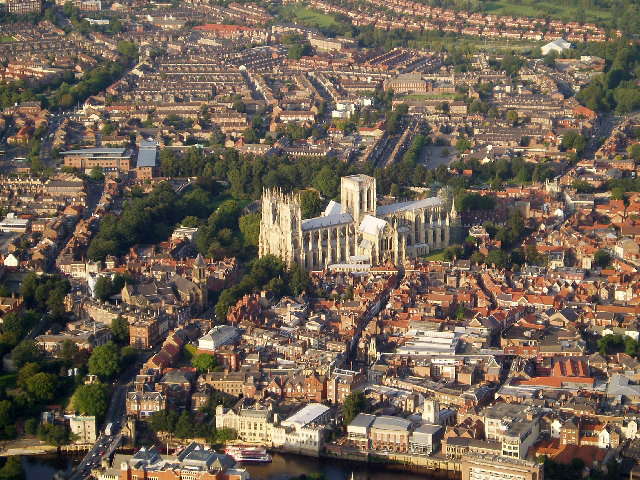
York, plaque tournante du rallye RAC 1982.

- distance : 2 970 km dont 703,2 km sur 68 épreuves spéciales (69 épreuves spéciales initialement prévues, pour un total de 711,73 km)
- surface : terre (97%) et asphalte (3%)
- Parcours divisé en trois étapes[6]

### Première étape
- York - Cheltenham - Dolgellau - York, du 21 au 22 novembre
- 36 épreuves spéciales, 301,12 km

### Deuxième étape
- York - Gosforth - Carlisle - York, du 23 au 24 novembre
- 21 épreuves spéciales, 275,75 km (22 épreuves spéciales initialement prévues, pour un total de 284,28 km)

### Troisième étape
- York - Scarborough - York, le 25 novembre
- 11 épreuves spéciales, 126,33 km

## Les forces en présence
- Audi

Audi Sport a préparé trois Quattro groupe 4 pour Hannu Mikkola, Michèle Mouton et Harald Demuth. Ces coupés sont équipés d'un moteur cinq cylindres vingt soupapes de 2144 cm3, placé en position longitudinale avant, muni d'un système d'injection directe et suralimenté par un turbocompresseur KKK. Sa puissance maximale est de l'ordre de 330 chevaux. Ils disposent d'une transmission intégrale permanente, comprenant un différentiel central placé juste derrière la boîte de vitesses à cinq rapports. Chacun des trois pilotes utilisera des pneus différents, Michelin pour Mikkola, Kleber pour Mouton et Pirelli pour Demuth. Malgré un poids élevé (environ 1150 kg), les Quattro sont largement favorites en Grande-Bretagne, leurs quatre roues motrices leur donnant un très net avantage sur leurs concurrentes sur terre ou dans la boue. Au côté des trois voitures officielles, Audi UK a engagé un modèle identique pour Malcolm Wilson (pneus Pirelli), tandis que John Buffum (pneus Goodrich) et Lasse Lampi (pneus Pirelli) pilotent quant à eux des Quattro privées.
- Opel

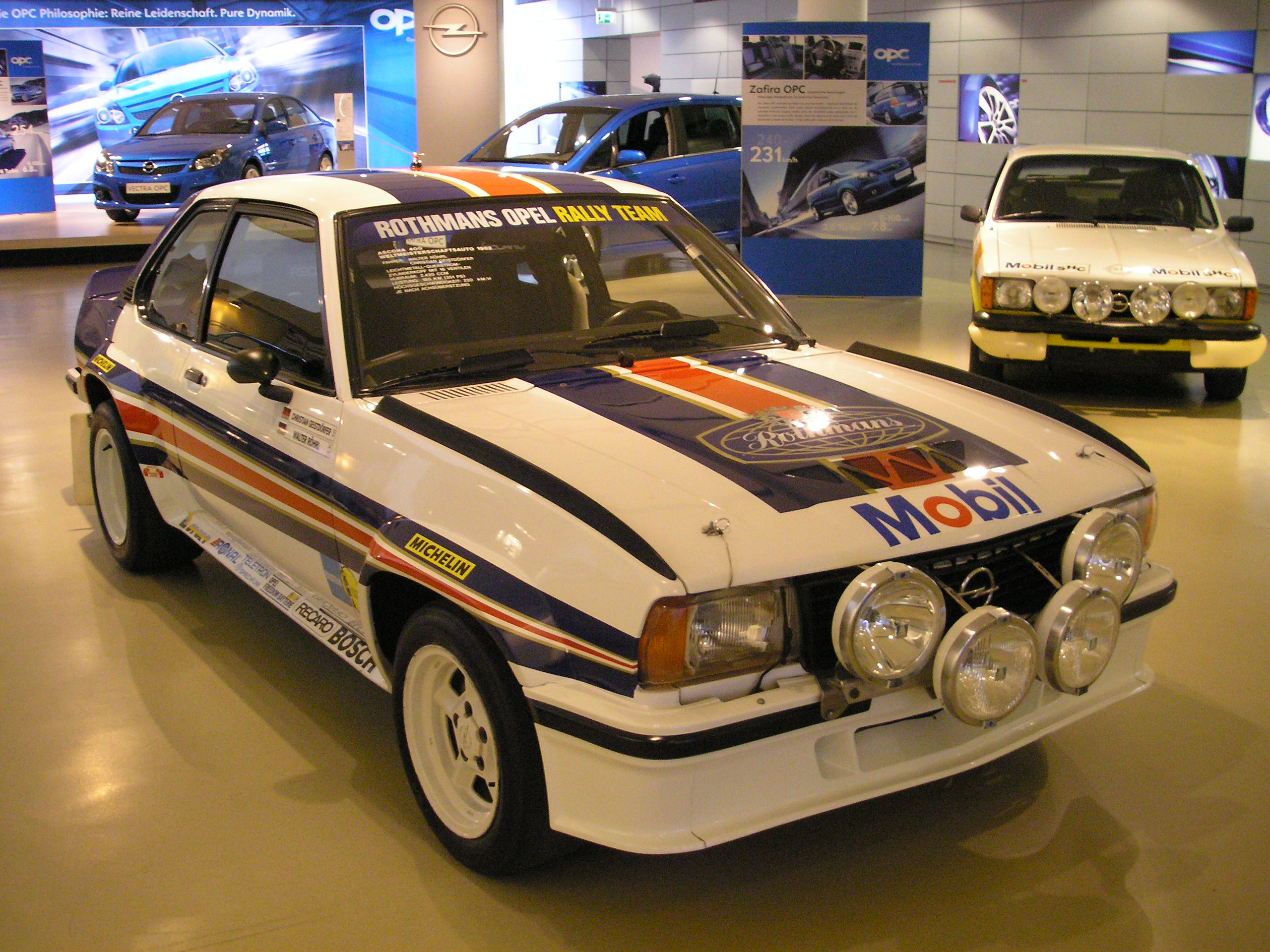
L'Opel Ascona 400 du champion du monde 1982, Walter Röhrl ; le pilote allemand sera cependant remplacé par Jochi Kleint pour la dernière course de l'année.

L'équipe Opel-Rothmans a engagé quatre Ascona 400 groupe 4 pour Walter Röhrl, Henri Toivonen, Ari Vatanen et Jimmy McRae. Au dernier moment, à la surprise générale, la voiture initialement dévolue à Röhrl a été confiée à son compatriote Jochi Kleint. La direction de General Motors avait organisé, l'avant-veille du départ, une réception en l'honneur de trois de ses pilotes, titrés cette année : titre de champion d'Europe pour 'Tony', titre de champion d'Angleterre pour McRae et titre mondial pour Röhrl. Ce dernier, cependant, ne s'y est pas rendu, arguant que son directeur sportif, Tony Fall, ne le lui avait pas expressément demandé, une attitude aussitôt sanctionnée par les dirigeants du groupe. De conception classique, les Ascona 400 pèsent environ une tonne ; leur moteur quatre cylindres de 2420 cm3, développé chez Cosworth, est alimenté par deux carburateurs double-corps et délivre 255 chevaux. Elles utilisent des pneus Michelin. Engagé par Opel-Suède, Björn Johansson dispose d'un modèle identique.
- Lancia

La Scuderia Lancia n'a engagée qu'une seule Rally 037 groupe B, confiée à Markku Alén. Son moteur quatre cylindres, en position centrale arrière, est alimenté par injection. Grâce à l'appoint d'un compresseur volumétrique développé par Abarth, la puissance s'élève à 315 chevaux. Son poids et de l'ordre de 960 kg. Alén utilise des pneus Pirelli.
- Nissan

Nissan Europe a préparé une Violet GTS groupe 4 (moteur deux litres seize soupapes, 225 chevaux) pour Timo Salonen, ainsi que la nouvelle Silvia Turbo groupe 2 (moteur deux litres suralimenté, 270 chevaux), confiée à Andy Dawson. Ces deux voitures sont équipées de pneus Dunlop.
- Toyota

Le Toyota Team Europe a préparé deux coupés Celica groupe 4 pour Björn Waldegård et Per Eklund. Équipés d'un moteur quatre cylindres seize soupapes de deux litres de cylindrée alimenté par deux carburateurs Weber double-corps, ils pèsent un peu plus d'une tonne et sont chaussés de pneus Pirelli. Leur puissance avoisine les 240 chevaux.
- Mitsubishi

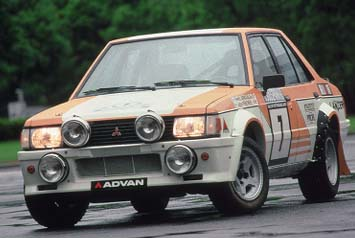
Deux Mitsubishi Lancer Turbo officielles seront au départ.

La marque japonaise a engagé deux Lancer Turbo groupe 4 pour Pentti Airikkala et Anders Kulläng. Dotés d'un moteur quatre cylindres seize soupapes turbocompressé de deux litres de cylindrée, ces modèles disposent de 280 chevaux. Des améliorations ont été apportées à la direction, plus directe que celle d'origine, et le poids a été réduit à 1025 kg. Les Mitsubishi sont chaussées de pneus Advan, une filiale de Yokohama).
- Talbot

Le tenant du titre constructeurs engage deux Sunbeam Lotus groupe 2 pour Stig Blomqvist et Guy Fréquelin. Il s'agit de la dernière course officielle de ces modèles, qui seront bannis par la nouvelle réglementation en 1983. De conception classique, les Sunbeam Lotus sont équipées d'un moteur quatre cylindres seize soupapes de 2200 cm3, alimenté par deux carburateurs double-corps, développant entre 250 et 255 chevaux. Elles pèsent environ une tonne et utilisent des pneus Michelin.
- Vauxhall

La marque britannique de General Motors engage officiellement trois Chevette HSR groupe 4, qui seront aux mains de Tony Pond, Russell Brookes et Terry Kaby. Ces voitures de 980 kg, de conception classique, sont motorisées par un quatre cylindres de 2279 cm3 alimenté par deux carburateurs double-corps développant 245 chevaux à 7200 tr/min. Les trois voitures sont équipées de pneus Michelin.

## Déroulement de la course

### Première étape

#### York - Cheltenham
Les cent-quarante-neuf équipages s'élancent de York le dimanche après-midi. Les cinq premières épreuves spéciales se disputent dans des parcs, avant un premier regroupement, à Cheltenham, le soir. Avec moins de vingt-cinq kilomètres parcourus au terme de cette première journée, les écarts ne sont pas encore significatifs, avec vingt-six voitures regroupées en moins de deux minutes. Favori de l'épreuve, Hannu Mikkola est a cependant pris l'ascendant sur ses adversaires, le pilote Audi comptant déjà plus de vingt secondes d'avance sur la Lancia de Markku Alén et plus de trente sur la Mitsubishi de Pentti Airikkala. Derrière, pas moins de douze équipages, emmenés par l'Audi de Michèle Mouton et la Vauxhall de Terry Kaby, se tiennent en une demi-minute. Retardé par une sortie de route, Björn Waldegård (Toyota) n'occupe que le vingtième rang, juste devant la Nissan de Timo Salonen dont le moteur fonctionne mal.

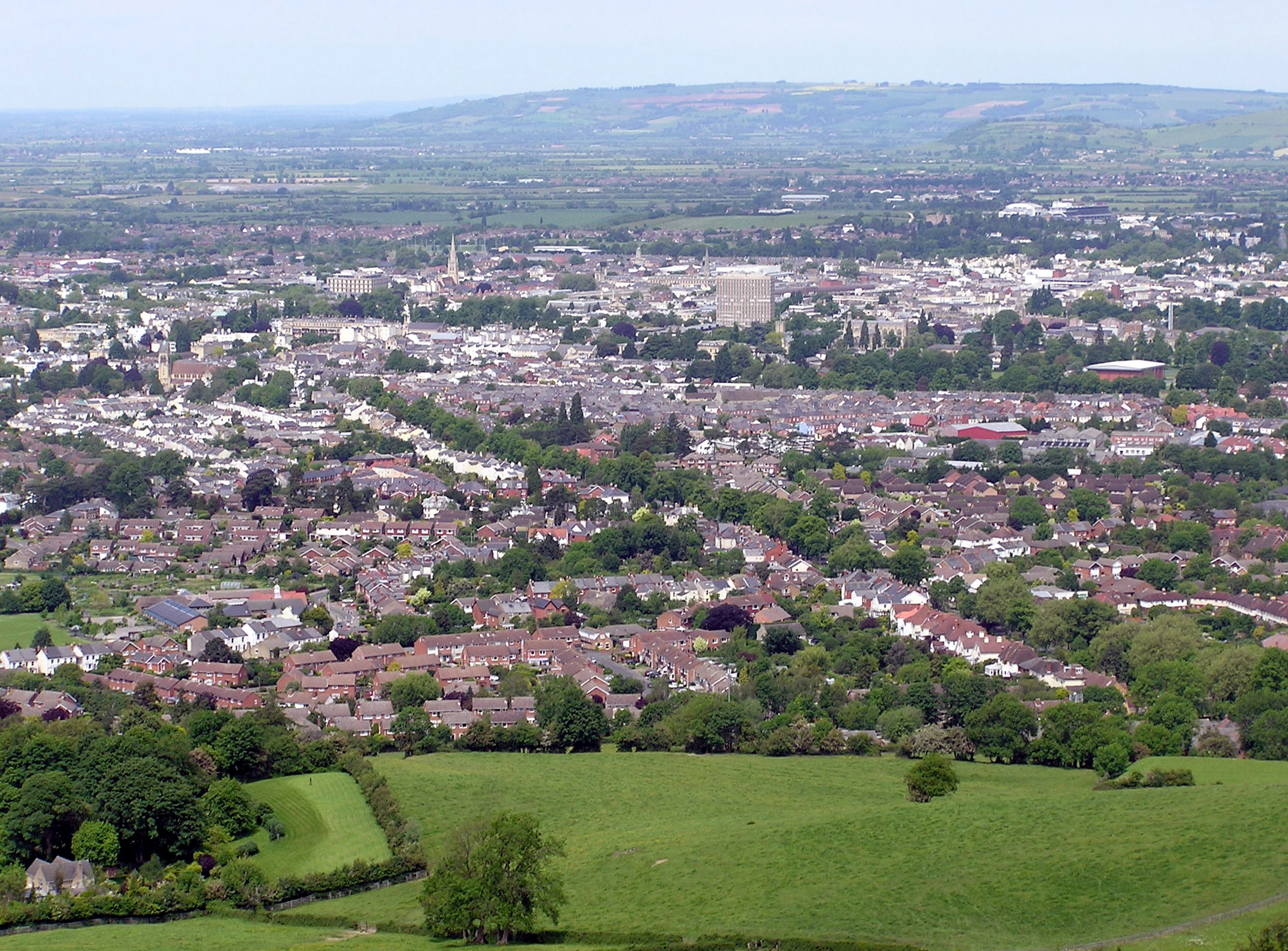
La ville thermale de Cheltenham, près de Gloucester, est le premier point de regroupement du rallye RAC.

| Pos. | Pilote           | Copilote                | Voiture                    | Groupe | Temps       | Écart        |
| ---- | ---------------- | ----------------------- | -------------------------- | ------ | ----------- | ------------ |
| 1    | Hannu Mikkola    | Arne Hertz              | Audi Quattro               | 4      | 16 min 54 s |              |
| 2    | Markku Alén      | Ilkka Kivimäki          | Lancia Rally 037           | B      | 17 min 15 s | + 21 s       |
| 3    | Pentti Airikkala | Juha Piironen           | Mitsubishi Lancer Turbo    | 4      | 17 min 26 s | + 32 s       |
| 4    | Michèle Mouton   | Fabrizia Pons           | Audi Quattro               | 4      | 17 min 32 s | + 38 s       |
| 4=   | Terry Kaby       | Mike Nicholson          | Vauxhall Chevette 2300 HSR | 4      | 17 min 32 s | + 38 s       |
| 6    | Harald Demuth    | John Daniels            | Audi Quattro               | 4      | 17 min 33 s | + 39 s       |
| 7    | Anders Kulläng   | Bruno Berglund          | Mitsubishi Lancer Turbo    | 4      | 17 min 37 s | + 43 s       |
| 8    | Ari Vatanen      | Terry Harryman          | Opel Ascona 400            | 4      | 17 min 42 s | + 48 s       |
| 9    | Henri Toivonen   | Fred Gallagher          | Opel Ascona 400            | 4      | 17 min 45 s | + 51 s       |
| 10   | Jimmy McRae      | Ian Grindrod            | Opel Ascona 400            | 4      | 17 min 46 s | + 52 s       |
| 11   | Jochi Kleint     | Gunter Wanger           | Opel Ascona 400            | 4      | 17 min 48 s | + 54 s       |
| 12   | Russell Brookes  | Mike Broad              | Vauxhall Chevette 2300 HSR | 4      | 17 min 49 s | + 55 s       |
| 13   | Malcolm Wilson   | Mike Greasley           | Audi Quattro               | 4      | 17 min 53 s | + 59 s       |
| 14   | Tony Pond        | Rob Arthur              | Vauxhall Chevette 2300 HSR | 4      | 17 min 56 s | + 1 min 02 s |
| 15   | Lasse Lampi      | Pentti Kuukkala         | Audi Quattro               | 4      | 17 min 59 s | + 1 min 05 s |
| 16   | Guy Fréquelin    | Jean-François Fauchille | Talbot Sunbeam Lotus       | 2      | 18 min 10 s | + 1 min 16 s |
| 17   | Stig Blomqvist   | Björn Cederberg         | Talbot Sunbeam Lotus       | 2      | 18 min 12 s | + 1 min 18 s |
| 18   | John Buffum      | Neil Wilson             | Audi Quattro               | 4      | 18 min 21 s | + 1 min 27 s |
| 19   | Rod Millen       | Bryan Harris            | Mazda RX-7                 | 2      | 18 min 22 s | + 1 min 28 s |
| 20   | Björn Waldegård  | Ragnar Spjuth           | Toyota Celica 2000 GT      | 4      | 18 min 30 s | + 1 min 36 s |
| 21   | Timo Salonen     | Seppo Harjanne          | Nissan Violet GT           | 4      | 18 min 31 s | + 1 min 37 s |
| 22   | Björn Johansson  | Sven-Erik Andersson     | Opel Ascona 400            | 4      | 18 min 34 s | + 1 min 40 s |
| 23   | Peter Geitel     | Mike Wood               | Nissan 160J                | 2      | 18 min 38 s | + 1 min 44 s |
| 24   | Chris Lord       | John Millington         | Talbot Sunbeam Lotus       | 2      | 18 min 44 s | + 1 min 50 s |
| 25   | Per Eklund       | Dave Whittock           | Toyota Celica 2000 GT      | 4      | 18 min 50 s | + 1 min 56 s |

#### Cheltenham - Dolgellau

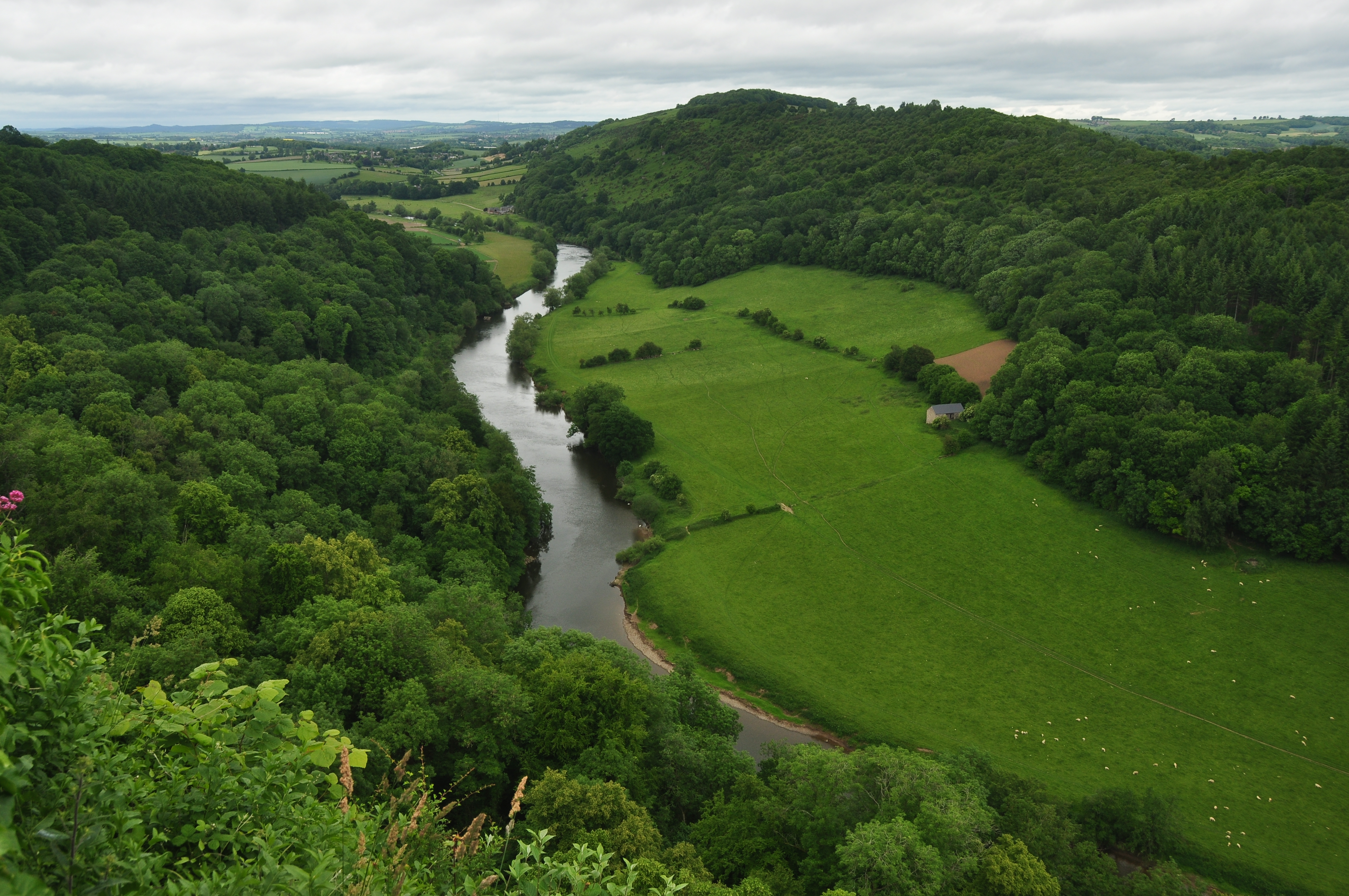
La forêt de Dean, peu avant la frontière galloise.

Après une pause, les concurrents se dirigent vers la forêt de Dean où sont organisées quatre épreuves spéciales. Alén s'y montre extrêmement rapide et s'empare du commandement de la course. Il aborde le parcours gallois avec dix-sept secondes d'avance sur Mikkola et près d'une minute sur Mouton, alors qu'Airikkala a dû renoncer, bras de direction cassé à la suite d'une sortie de route. Tony Pond est également sorti de la route dans la forêt, et l'état de sa Vauxhall l'oblige à abandonner avant la frontière galloise. Les Opel d'Henri Toivonen et Ari Vatanen sont remontées aux quatrième et cinquième places, précédant de quelques secondes l'Audi d'Harald Demuth et la Mitsubishi d'Anders Kulläng. Les spéciales nocturnes galloises conviennent bien à Mikkola, qui retrouve rapidement la tête de la course, avant de perdre une demi-minute à cause d'une crevaison dans le secteur de Rhigos. Le pilote Audi refait rapidement son handicap et une cinquantaine de kilomètres lui suffit pour retrouver la première place, une seconde devant Alén. Également très rapide dans les forêts galloises, Vatanen est troisième, devant Toivonen et Mouton. Mikkola conforte son avance dans les dernières spéciales nocturnes, d'autant plus facilement que la Lancia d'Alén va rencontrer des problèmes de distribution, qui lui font perdre deux places avant de rallier le parc fermé de Dolgellau, en début de matinée. Mikkola possède alors près de deux minutes d'avance sur Vatanen, qui précède son coéquipier Toivonen de plus de trente secondes. Juste derrière, Alén, quatrième, possède une minute d'avance sur Mouton, elle-même talonnée par son coéquipier Demuth. Huitième sur sa petite Talbot, Stig Blomqvist est en tête du groupe 2. Alors qu'il regagnait régulièrement des places, Salonen est sorti de la route dans le secteur de Hafren.
| Pos. | Pilote          | Copilote                | Voiture                    | Groupe | Temps           | Écart         |
| ---- | --------------- | ----------------------- | -------------------------- | ------ | --------------- | ------------- |
| 1    | Hannu Mikkola   | Arne Hertz              | Audi Quattro               | 4      | 2 h 37 min 43 s |               |
| 2    | Ari Vatanen     | Terry Harryman          | Opel Ascona 400            | 4      | 2 h 39 min 36 s | + 1 min 53 s  |
| 3    | Henri Toivonen  | Fred Gallagher          | Opel Ascona 400            | 4      | 2 h 40 min 11 s | + 2 min 28 s  |
| 4    | Markku Alén     | Ilkka Kivimäki          | Lancia Rally 037           | B      | 2 h 40 min 28 s | + 2 min 45 s  |
| 5    | Michèle Mouton  | Fabrizia Pons           | Audi Quattro               | 4      | 2 h 41 min 34 s | + 3 min 51 s  |
| 6    | Harald Demuth   | John Daniels            | Audi Quattro               | 4      | 2 h 41 min 55 s | + 4 min 12 s  |
| 7    | John Buffum     | Neil Wilson             | Audi Quattro               | 4      | 2 h 42 min 33 s | + 4 min 50 s  |
| 8    | Stig Blomqvist  | Björn Cederberg         | Talbot Sunbeam Lotus       | 2      | 2 h 43 min 17 s | + 5 min 34 s  |
| 9    | Björn Waldegård | Ragnar Spjuth           | Toyota Celica 2000 GT      | 4      | 2 h 43 min 24 s | + 5 min 41 s  |
| 10   | Anders Kulläng  | Bruno Berglund          | Mitsubishi Lancer Turbo    | 4      | 2 h 43 min 53 s | + 6 min 10 s  |
| 11   | Russell Brookes | Mike Broad              | Vauxhall Chevette 2300 HSR | 4      | 2 h 43 min 57 s | + 6 min 14 s  |
| 12   | Per Eklund      | Dave Whittock           | Toyota Celica 2000 GT      | 4      | 2 h 45 min 18 s | + 7 min 35 s  |
| 13   | Guy Fréquelin   | Jean-François Fauchille | Talbot Sunbeam Lotus       | 2      | 2 h 45 min 38 s | + 7 min 55 s  |
| 14   | Terry Kaby      | Mike Nicholson          | Vauxhall Chevette 2300 HSR | 4      | 2 h 46 min 33 s | + 8 min 50 s  |
| 15   | Jimmy McRae     | Ian Grindrod            | Opel Ascona 400            | 4      | 2 h 47 min 15 s | + 9 min 32 s  |
| 16   | Lasse Lampi     | Pentti Kuukkala         | Audi Quattro               | 4      | 2 h 47 min 22 s | + 9 min 39 s  |
| 17   | Malcolm Wilson  | Mike Greasley           | Audi Quattro               | 4      | 2 h 49 min 48 s | + 12 min 05 s |
| 18   | Björn Johansson | Sven-Erik Andersson     | Opel Ascona 400            | 4      | 2 h 51 min 28 s | + 13 min 45 s |
| 19   | Erkki Pitkanen  | Staffan Pettersson      | Nissan Violet GT           | 4      | 2 h 51 min 46 s | + 14 min 03 s |
| 20   | Juha Kankkunen  | Rolf Mesterton          | Opel Manta GT/E            | A      | 2 h 52 min 38 s | + 14 min 55 s |

#### Dolgellau - York
Les concurrents repartent dans le courant de la matinée, vers le nord du Pays de Galles. Les pistes sont boueuses et dans ces conditions Mikkola accentue légèrement son avance sur Vatanen, la portant à plus de deux minutes. Vatanen contre-attaque et avant d'aborder la forêt de Clocaenog parvient à reprendre quatorze secondes à son compatriote, en seulement dix kilomètres. Il sort cependant de la piste dans la forêt, endommageant le radiateur de son Opel et perdant plus de six minutes avant de repartir. Il n'ira pas beaucoup plus loin, la fuite du liquide de refroidissement entraînant bientôt la rupture du joint de culasse. Mikkola possède alors deux minutes et demie d'avance sur Toivonen, désormais second, et plus de quatre sur Alén et Demuth qui se disputent la troisième place. Toivonen se défend bien mais une crevaison lui fait perdre une cinquantaine de secondes et c'est avec une avance de près de quatre minutes que Mikkola achève cette difficile première étape. Second, Toivonen est maintenant directement menacé par Alén et Demuth, une demi-minute plus loin. Michèle Mouton, cinquième, précède la Vauxhall de Russell Brookes, qui a regagné cinq places au cours de la journée. Blomqvist a perdu trois minutes à cause d'une crevaison et c'est désormais son coéquipier Guy Fréquelin, dixième au classement général, qui est en tête du groupe 2.

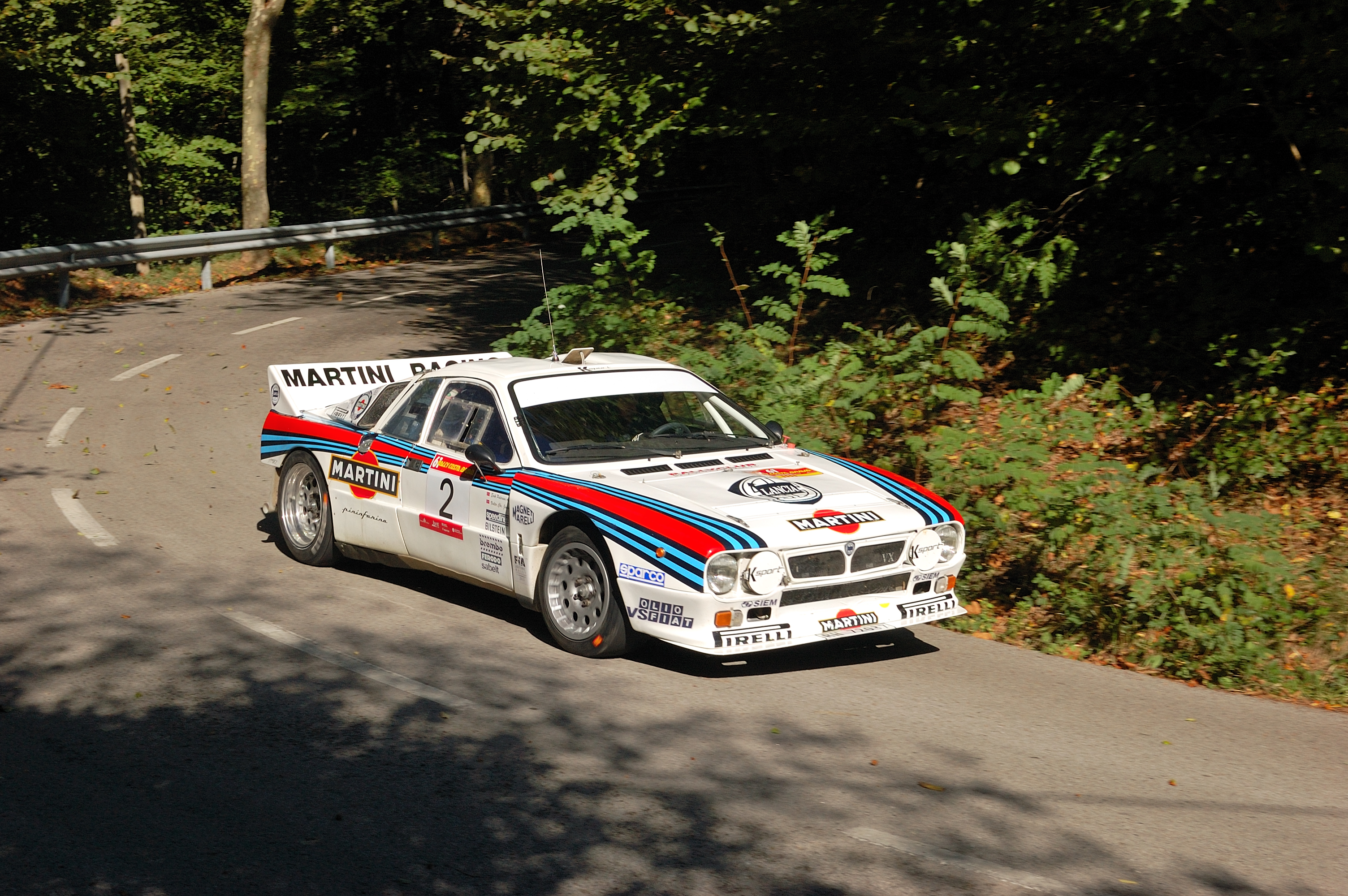
Une Lancia rally 037 semblable à celle de Markku Alén, troisième au terme de la première étape après un très beau début de course.

| Pos. | Pilote          | Copilote                | Voiture                    | Groupe | Temps           | Écart         |
| ---- | --------------- | ----------------------- | -------------------------- | ------ | --------------- | ------------- |
| 1    | Hannu Mikkola   | Arne Hertz              | Audi Quattro               | 4      | 3 h 32 min 18 s |               |
| 2    | Henri Toivonen  | Fred Gallagher          | Opel Ascona 400            | 4      | 3 h 36 min 09 s | + 3 min 51 s  |
| 3    | Markku Alén     | Ilkka Kivimäki          | Lancia Rally 037           | B      | 3 h 36 min 43 s | + 4 min 25 s  |
| 4    | Harald Demuth   | John Daniels            | Audi Quattro               | 4      | 3 h 36 min 48 s | + 4 min 30 s  |
| 5    | Michèle Mouton  | Fabrizia Pons           | Audi Quattro               | 4      | 3 h 38 min 03 s | + 5 min 45 s  |
| 6    | Russell Brookes | Mike Broad              | Vauxhall Chevette 2300 HSR | 4      | 3 h 40 min 04 s | + 7 min 46 s  |
| 7    | Björn Waldegård | Ragnar Spjuth           | Toyota Celica 2000 GT      | 4      | 3 h 40 min 30 s | + 8 min 12 s  |
| 8    | John Buffum     | Neil Wilson             | Audi Quattro               | 4      | 3 h 40 min 56 s | + 8 min 38 s  |
| 9    | Anders Kulläng  | Bruno Berglund          | Mitsubishi Lancer Turbo    | 4      | 3 h 41 min 11 s | + 8 min 53 s  |
| 10   | Guy Fréquelin   | Jean-François Fauchille | Talbot Sunbeam Lotus       | 2      | 3 h 43 min 01 s | + 10 min 43 s |
| 11   | Jimmy McRae     | Ian Grindrod            | Opel Ascona 400            | 4      | 3 h 43 min 10 s | + 10 min 52 s |
| 12   | Per Eklund      | Dave Whittock           | Toyota Celica 2000 GT      | 4      | 3 h 43 min 19 s | + 11 min 01 s |
| 13   | Stig Blomqvist  | Björn Cederberg         | Talbot Sunbeam Lotus       | 2      | 3 h 43 min 23 s | + 11 min 05 s |
| 14   | Lasse Lampi     | Pentti Kuukkala         | Audi Quattro               | 4      | 3 h 43 min 55 s | + 11 min 37 s |
| 15   | Terry Kaby      | Mike Nicholson          | Vauxhall Chevette 2300 HSR | 4      | 3 h 44 min 08 s | + 11 min 50 s |
| 16   | Malcolm Wilson  | Mike Greasley           | Audi Quattro               | 4      | 3 h 46 min 33 s | + 14 min 15 s |
| 17   | Björn Johansson | Sven-Erik Andersson     | Opel Ascona 400            | 4      | 3 h 48 min 59 s | + 16 min 41 s |
| 18   | Juha Kankkunen  | Rolf Mesterton          | Opel Manta GT/E            | A      | 3 h 52 min 18 s | + 20 min 00 s |
| 19   | Mats Jonsson    | Johnny Johansson        | Opel Ascona                | 2      | 3 h 52 min 39 s | + 20 min 21 s |
| 20   | Mike Stuart     | Andy Kay                | Ford Escort RS1800         | 4      | 3 h 53 min 20 s | + 21 min 02 s |

### Deuxième étape
Il pleut toujours au départ de la deuxième étape, le mardi. Après un court échauffement sur le circuit de Croft, les équipages continuent vers le nord. Dans la forêt d'Hamsterley, Toivonen et Alén connaissent tous deux des ennuis mécaniques (freins pour le premier et distribution pour la Lancia), chacun concédant une minute et permettant à Demuth de s'emparer de la seconde place. Ses problèmes réglés, Toivonen retrouve son rythme et récupère rapidement la seconde place. Dans la forêt de Kielder, les Audi dominent largement et Michèle Mouton, la plus rapide, déloge Alén de la quatrième place. Sur le parcours écossais, la Française se montre nettement plus performante que son coéquipier Demuth qu'elle déborde bientôt ; elle devient bientôt une menace pour Toivonen, se rapprochant à une vingtaine de secondes de l'Opel du Finlandais avant le retour sur l'Angleterre. Celui-ci reprend cependant un peu de distance dans les épreuves ramenant les concurrents vers York. Toujours largement en tête, Mikkola achève l'étape avec plus de cinq minutes et demie d'avance sur Toivonen, suivi à une demi-minute par Mouton. Sorti de la route aux environs de Penrith, Demuth a perdu six minutes et rétrogradé à la sixième place, derrière Alén et Brookes. Huitième entre les Toyota de Björn Waldegård et Per Eklund, Blomqvist a repris la tête du groupe 2.

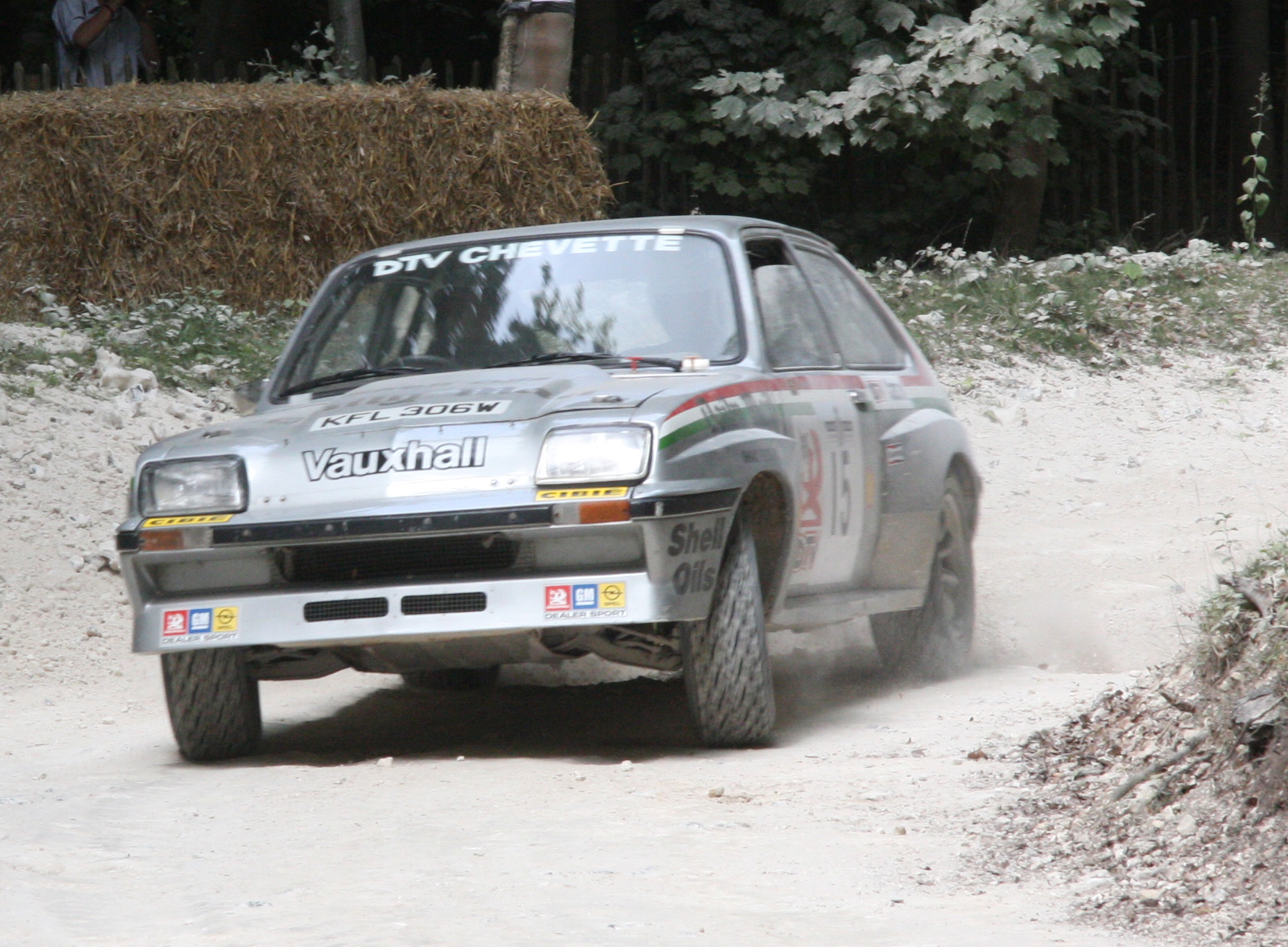
Une Vauxhall Chevette HSR semblable à celle de Russell Brookes, cinquième au terme de la deuxième étape.

| Pos. | Pilote          | Copilote                | Voiture                    | Groupe | Temps           | Écart         |
| ---- | --------------- | ----------------------- | -------------------------- | ------ | --------------- | ------------- |
| 1    | Hannu Mikkola   | Arne Hertz              | Audi Quattro               | 4      | 6 h 40 min 03 s |               |
| 2    | Henri Toivonen  | Fred Gallagher          | Opel Ascona 400            | 4      | 6 h 45 min 45 s | + 5 min 42 s  |
| 3    | Michèle Mouton  | Fabrizia Pons           | Audi Quattro               | 4      | 6 h 46 min 17 s | + 6 min 14 s  |
| 4    | Markku Alén     | Ilkka Kivimäki          | Lancia Rally 037           | B      | 6 h 49 min 31 s | + 9 min 28 s  |
| 5    | Russell Brookes | Mike Broad              | Vauxhall Chevette 2300 HSR | 4      | 6 h 51 min 54 s | + 11 min 51 s |
| 6    | Harald Demuth   | John Daniels            | Audi Quattro               | 4      | 6 h 52 min 26 s | + 12 min 23 s |
| 7    | Björn Waldegård | Ragnar Spjuth           | Toyota Celica 2000 GT      | 4      | 6 h 54 min 09 s | + 14 min 06 s |
| 8    | Stig Blomqvist  | Björn Cederberg         | Talbot Sunbeam Lotus       | 2      | 6 h 55 min 00 s | + 14 min 57 s |
| 9    | Per Eklund      | Dave Whittock           | Toyota Celica 2000 GT      | 4      | 6 h 58 min 12 s | + 18 min 09 s |
| 10   | Malcolm Wilson  | Mike Greasley           | Audi Quattro               | 4      | 6 h 59 min 06 s | + 19 min 03 s |
| 11   | Guy Fréquelin   | Jean-François Fauchille | Talbot Sunbeam Lotus       | 2      | 7 h 01 min 31 s | + 21 min 28 s |
| 12   | John Buffum     | Neil Wilson             | Audi Quattro               | 4      | 7 h 09 min 51 s | + 29 min 48 s |
| 13   | Björn Johansson | Sven-Erik Andersson     | Opel Ascona 400            | 4      | 7 h 14 min 13 s | + 34 min 10 s |
| 14   | Chris Lord      | John Millington         | Talbot Sunbeam Lotus       | 2      | 7 h 21 min 04 s | + 41 min 01 s |
| 15   | Mike Stuart     | Andy Kay                | Ford Escort RS1800         | 4      | 7 h 22 min 43 s | + 42 min 40 s |
| 16   | Mats Jonsson    | Johnny Johansson        | Opel Ascona                | 2      | 7 h 23 min 22 s | + 43 min 19 s |

### Troisième étape
La dernière étape se déroule autour de York, dans la nuit du mercredi au jeudi. Hors incident, Mikkola a d'ores et déjà course gagnée, mais derrière la lutte pour la seconde place promet d'être très serrée entre Toivonen et Mouton, séparés de trente-deux secondes. La Française attaque d'emblée et réalise quatre meilleurs temps consécutifs, se rapprochant à huit secondes de son adversaire. Celui-ci parvient ensuite à faire jeu égal avec elle mais dans la forêt de Dalby Michèle Mouton se montre intraitable et s'empare de la seconde place. Elle va la conserver jusqu'à l'arrivée, terminant l'épreuve à un peu plus de quatre minutes de son coéquipier Mikkola qui obtient une quatrième victoire au RAC. Audi conclut sa saison par un nouveau doublé assorti d'un premier titre mondial. Toivonen, troisième, n'est qu'à onze secondes de la deuxième Audi, loin devant Alén qui le dernier jour, devant composer avec un moteur ayant perdu de sa puissance, a assuré sa quatrième place. Malgré ses efforts, Brookes n'a pu empêcher le retour de Demuth, qui lui a repris la cinquième place. Le groupe 2 revient à la Talbot de Blomqvist, huitième à seulement une quarantaine de secondes de la Toyota de Waldegård. Soixante-trois équipages ont atteint l'arrivée.

### Classements intermédiaires
Classements intermédiaires des pilotes après chaque épreuve spéciale

### Classement général

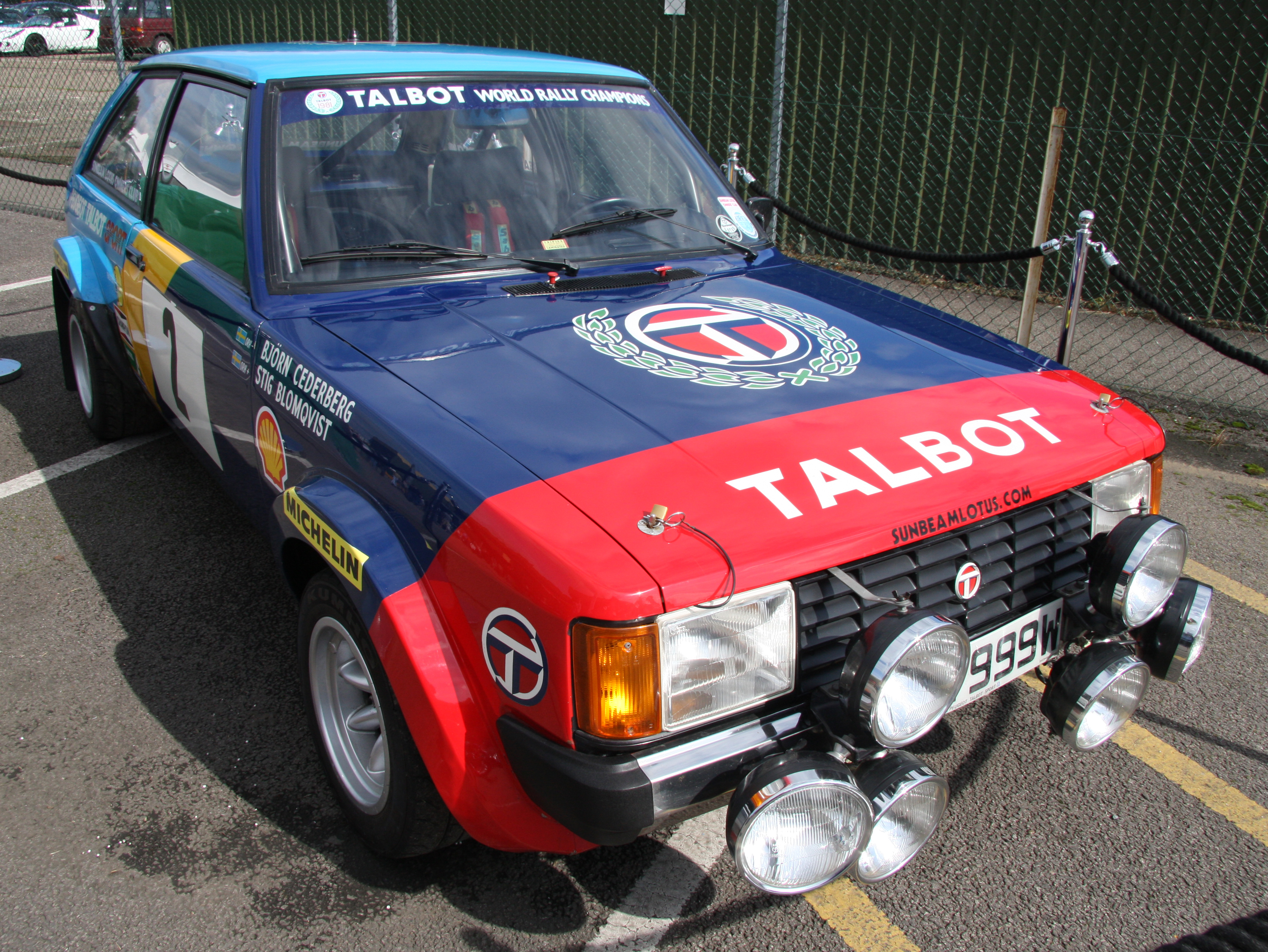
Pour sa dernière sortie officielle, la Sunbeam Lotus s'octroie la victoire en groupe 2 grâce à Stig Blomqvist, huitième du classement général.

| Pos | No | Pilote          | Copilote        | Voiture                    | Temps           | Écart         | Groupe |
| --- | -- | --------------- | --------------- | -------------------------- | --------------- | ------------- | ------ |
| 1   | 1  | Hannu Mikkola   | Arne Hertz      | Audi Quattro               | 8 h 01 min 46 s |               | 4      |
| 2   | 5  | Michèle Mouton  | Fabrizia Pons   | Audi Quattro               | 8 h 06 min 03 s | + 4 min 17 s  | 4      |
| 3   | 7  | Henri Toivonen  | Fred Gallagher  | Opel Ascona 400            | 8 h 06 min 12 s | + 4 min 26 s  | 4      |
| 4   | 3  | Markku Alén     | Ilkka Kivimäki  | Lancia Rally 037           | 8 h 11 min 43 s | + 9 min 57 s  | B      |
| 5   | 24 | Harald Demuth   | John Daniels    | Audi Quattro               | 8 h 14 min 10 s | + 12 min 24 s | 4      |
| 6   | 18 | Russell Brookes | Mike Broad      | Vauxhall Chevette 2300 HSR | 8 h 14 min 50 s | + 13 min 04 s | 2      |
| 7   | 8  | Björn Waldegård | Ragnar Spjuth   | Toyota Celica 2000 GT      | 8 h 16 min 29 s | + 14 min 43 s | 4      |
| 8   | 6  | Stig Blomqvist  | Björn Cederberg | Talbot Sunbeam Lotus       | 8 h 17 min 12 s | + 15 min 26 s | 2      |
| 9   | 14 | Per Eklund      | Dave Whittock   | Toyota Celica 2000 GT      | 8 h 21 min 42 s | + 19 min 56 s | 4      |
| 10  | 17 | Malcolm Wilson  | Mike Greasley   | Audi Quattro               | 8 h 22 min 32 s | + 20 min 46 s | 4      |

### Équipages de tête
- ES1 :  Pentti Airikkala -  Juha Piironen (Mitsubishi Lancer Turbo) &  Hannu Mikkola -  Arne Hertz (Audi Quattro)
- ES2 à ES6 :  Hannu Mikkola -  Arne Hertz (Audi Quattro)
- ES7 à ES11 :  Markku Alén -  Ilkka Kivimäki (Lancia Rally 037)
- ES12 :  Hannu Mikkola -  Arne Hertz (Audi Quattro)
- ES13 à ES16 :  Markku Alén -  Ilkka Kivimäki (Lancia Rally 037)
- ES17 à ES69 :  Hannu Mikkola -  Arne Hertz (Audi Quattro)

### Vainqueurs d'épreuves spéciales
- Hannu Mikkola -  Arne Hertz (Audi Quattro) : 26 spéciales (ES 1 à 3, 5, 10, 12, 15, 17 à 19, 22, 23, 25, 28, 30, 31, 34, 35, 38, 40, 42, 44, 45, 52, 55, 58)
- Michèle Mouton -  Fabrizia Pons (Audi Quattro) : 15 spéciales (ES 11, 24, 41, 43, 47, 50, 51, 58 à 62, 64, 66, 68)
- Henri Toivonen -  Fred Gallagher (Opel Ascona 400) : 9 spéciales (ES 16, 20, 24, 26, 27, 48, 53, 63, 65)
- Markku Alén -  Ilkka Kivimäki (Lancia Rally 037) : 6 spéciales (ES 6 à 8, 16, 36, 39)
- Harald Demuth -  John Daniels (Audi Quattro) : 6 spéciales (ES 33, 35, 37, 56, 57, 69)
- Ari Vatanen -  Terry Harryman (Opel Ascona 400) : 4 spéciales (ES 14, 21, 28, 29)
- Malcolm Wilson -  Mike Greasley (Audi Quattro) : 3 spéciales (ES 49, 54, 55)
- John Buffum -  Neil Wilson (Audi Quattro) : 2 spéciales (ES 9, 49)
- Pentti Airikkala -  Juha Piironen (Mitsubishi Lancer Turbo) : 1 spéciale (ES 1)
- Terry Kaby -  Mike Nicholson (Vauxhall Chevette 2300 HSR) : 1 spéciale (ES 4)
- Stig Blomqvist -  Björn Cederberg (Talbot Sunbeam Lotus) : 1 spéciale (ES 13)
- Lasse Lampi -  Pentti Kuukkala (Audi Quattro) : 1 spéciale (ES 32)

## Résultats des principaux engagés
| No  | Pilote           | Copilote                | Voiture                    | Groupe | Classement général                                             | Class. groupe |
| --- | ---------------- | ----------------------- | -------------------------- | ------ | -------------------------------------------------------------- | ------------- |
| 1   | Hannu Mikkola    | Arne Hertz              | Audi Quattro               | 4      | 1er                                                            | 1er           |
| 2   | Ari Vatanen      | Terry Harryman          | Opel Ascona 400            | 4      | ab. dans la 31e spéciale (joint de culasse)                    | -             |
| 3   | Markku Alén      | Ilkka Kivimäki          | Lancia Rally 037           | B      | 4e à 9 min 57 s                                                | 1er           |
| 4   | Jochi Kleint     | Gunter Wanger           | Opel Ascona 400            | 4      | ab. dans la 14e spéciale (sortie de route)                     | -             |
| 5   | Michèle Mouton   | Fabrizia Pons           | Audi Quattro               | 4      | 2e à 4 min 17 s                                                | 2e            |
| 6   | Stig Blomqvist   | Björn Cederberg         | Talbot Sunbeam Lotus       | 2      | 8e à 15 min 26 s                                               | 1er           |
| 7   | Henri Toivonen   | Fred Gallagher          | Opel Ascona 400            | 4      | 3e à 4 min 26 s                                                | 3e            |
| 8   | Björn Waldegård  | Ragnar Spjuth           | Toyota Celica 2000 GT      | 4      | 7e à 14 min 43 s                                               | 6e            |
| 9   | Tony Pond        | Rob Arthur              | Vauxhall Chevette 2300 HSR | 4      | ab. après la 9e spéciale (canalisations d'essence endommagées) | -             |
| 10  | Pentti Airikkala | Juha Piironen           | Mitsubishi Lancer Turbo    | 4      | ab. après la 8e spéciale (suspension)                          | -             |
| 11  | Jimmy McRae      | Ian Grindrod            | Opel Ascona 400            | 4      | ab. dans la 41e spéciale (pont arrière)                        | -             |
| 12  | Timo Salonen     | Seppo Harjanne          | Nissan Violet GT           | 4      | ab. dans la 20e spéciale (sortie de route)                     | -             |
| 13  | Guy Fréquelin    | Jean-François Fauchille | Talbot Sunbeam Lotus       | 2      | 11e à 24 min 50 s                                              | 2e            |
| 14  | Per Eklund       | Dave Whittock           | Toyota Celica 2000 GT      | 4      | 9e à 19 min 56 s                                               | 7e            |
| 15  | Anders Kulläng   | Bruno Berglund          | Mitsubishi Lancer Turbo    | 4      | ab. dans la 45e spéciale (embrayage)                           | -             |
| 17  | Malcolm Wilson   | Mike Greasley           | Audi Quattro               | 4      | 10e à 20 min 46 s                                              | 8e            |
| 18  | Russell Brookes  | Mike Broad              | Vauxhall Chevette 2300 HSR | 4      | 6e à 13 min 04 s                                               | 5e            |
| 19  | Terry Kaby       | Mike Nicholson          | Vauxhall Chevette 2300 HSR | 4      | ab. dans la 56e spéciale (piston)                              | -             |
| 20  | Björn Johansson  | Sven-Erik Andersson     | Opel Ascona 400            | 4      | 13e à 37 min 36 s                                              | 10e           |
| 21  | John Buffum      | Neil Wilson             | Audi Quattro               | 4      | 12e à 33 min 33 s                                              | 9e            |
| 22  | Rod Millen       | Bryan Harris            | Mazda RX-7                 | 2      | ab. dans la 50e spéciale (sortie de route)                     | -             |
| 23  | Andy Dawson      | Kevin Gormley           | Nissan Silvia Turbo        | 2      | ab. dans la 14e spéciale (boîte de vitesses)                   | -             |
| 24  | Harald Demuth    | John Daniels            | Audi Quattro               | 4      | 5e à 12 min 24 s                                               | 4e            |
| 26  | Leif Asterhag    | Benny Melander          | Toyota Celica 2000 GT      | 4      | ab. dans la 4e spéciale (sortie de route)                      | -             |
| 27  | Lasse Lampi      | Pentti Kuukkala         | Audi Quattro               | 4      | ab. dans la 43e spéciale (suspension)                          | -             |
| 39  | Mike Stuart      | Andy Kay                | Ford Escort RS1800         | 4      | 15e à 47 min 26 s                                              | 11e           |
| 47  | Erkki Pitkanen   | Staffan Pettersson      | Nissan Violet GT           | 4      | ab. dans la 44e spéciale (sortie de route)                     | -             |
| 60  | Mats Jonsson     | Johnny Johansson        | Opel Ascona                | 2      | 16e à 49 min 40 s                                              | 4e            |
| 61  | Peter Geitel     | Mike Wood               | Nissan 160J                | 2      | 17e à 1 h 01 min 03 s                                          | 5e            |
| 62  | Chris Lord       | John Millington         | Talbot Sunbeam Lotus       | 2      | 14e à 46 min 15 s                                              | 3e            |
| 103 | Juha Kankkunen   | Rolf Mesterton          | Opel Manta GT/E            | A      | ab. dans la 43e spéciale (moteur)                              | -             |

## Classements finaux des championnats du monde

### Constructeurs
- Attribution des points : 10, 9, 8, 7, 6, 5, 4, 3, 2, 1 respectivement aux dix premières marques de chaque épreuve, additionnés de 8, 7, 6, 5, 4, 3, 2, 1 respectivement aux huit premières de chaque groupe (seule la voiture la mieux classée de chaque constructeur marque des points). Les points de groupe ne sont attribués qu'aux concurrents ayant terminé dans les dix premiers au classement général. Au Brésil, les points du groupe 4 n'ont pas été attribués en raison du faible nombre de participants (inférieur à cinq) dans cette catégorie.
- Seuls les sept meilleurs résultats (sur dix épreuves) sont retenus pour le décompte final des points. Audi doit donc décompter les six points marqués en Corse et Opel les douze acquis au Portugal et les neuf marqués au Brésil.
- Sur onze épreuves qualificatives initialement prévues pour le championnat du monde 1982, dix seulement seront effectivement courues, le Rallye d'Argentine (programmé en juillet) ayant été annulé début juin à cause de la guerre des Malouines[2].

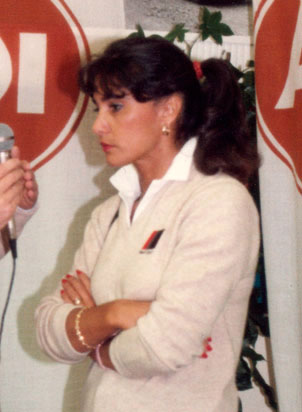
Avec trois victoires cette saison, Michèle Mouton a été l'un des principaux artisans de la conquête du titre mondial d'Audi.

| Pos. | Marque          | Points    | M-C  | POR   | SAF  | COR   | ACR  | NZ   | BRE   | FIN  | SAN  | RAC  |
| ---- | --------------- | --------- | ---- | ----- | ---- | ----- | ---- | ---- | ----- | ---- | ---- | ---- |
| 1    | Audi            | 122 (116) | 9+7  | 10+8  | -    | (4+2) | 10+8 | -    | 10+0  | 10+8 | 10+8 | 10+8 |
| 2    | Opel            | 104 (125) | 10+8 | (4+8) | 9+7  | 7+5   | 9+7  | 8+6  | (9+0) | -    | 8+6  | 8+6  |
| 3    | Nissan          | 57        | -    | -     | 10+8 | -     | 7+5  | 7+5  | -     | 7+8  | -    | -    |
| 4    | Ford            | 55        | -    | 7+5   | -    | -     | 1+7  | 5+4  | 8+8   | 4+6  | -    | -    |
| 5    | Toyota          | 41        | -    | 9+7   | -    | -     | -    | 10+8 | -     | -    | -    | 4+3  |
| 6    | Renault         | 34        | 6+4  | -     | -    | 10+8  | 3+1  | -    | -     | -    | 2+0  | -    |
| 7    | Porsche         | 28        | 8+6  | -     | -    | 8+6   | -    | -    | -     | -    | -    | -    |
| 7=   | Mitsubishi      | 28        | -    | -     | 3+5  | -     | -    | -    | -     | 8+6  | 4+2  | -    |
| 9    | Lancia          | 25        | -    | -     | -    | 2+8   | -    | -    | -     | -    | -    | 7+8  |
| 10   | Talbot          | 24        | -    | -     | -    | -     | -    | -    | -     | 6+7  | -    | 3+8  |
| 11   | Citroën         | 23        | -    | 6+8   | -    | -     | -    | -    | -     | -    | 1+8  | -    |
| 12   | Vauxhall        | 19        | -    | -     | -    | -     | -    | -    | -     | 5+5  | -    | 5+4  |
| 13   | Ferrari         | 16        | -    | -     | -    | 9+7   | -    | -    | -     | -    | -    | -    |
| 14   | Volkswagen      | 14        | -    | -     | -    | -     | -    | -    | 7+7   | -    | -    | -    |
| 14=  | Mazda           | 14        | -    | -     | -    | -     | -    | 6+8  | -     | -    | -    | -    |
| 16   | British Leyland | 12        | -    | -     | 5+7  | -     | -    | -    | -     | -    | -    | -    |
| 17   | Subaru          | 10        | -    | -     | 4+6  | -     | -    | -    | -     | -    | -    | -    |
| 18   | Fiat            | 6         | -    | -     | -    | -     | 4+2  | -    | -     | -    | -    |      |

### Pilotes
- Attribution des points : 20, 15, 12, 10, 8, 6, 4, 3, 2, 1 respectivement aux dix premiers de chaque épreuve.
- Seuls les sept meilleurs résultats (sur douze épreuves) sont retenus pour le décompte final des points. Walter Röhrl doit donc décompter les dix points acquis en Corse et les douze acquis au Sanremo.
- Sur treize épreuves qualificatives initialement prévues pour le championnat du monde 1982, douze seulement seront effectivement courues à cause de l'annulation du Rallye d'Argentine.

| Pos. | Pilote              | Marque        | Points    | M-C | SUE | POR | SAF | COR  | ACR | NZ  | BRE | FIN | SAN  | CIV | RAC |
| ---- | ------------------- | ------------- | --------- | --- | --- | --- | --- | ---- | --- | --- | --- | --- | ---- | --- | --- |
| 1    | Walter Röhrl        | Opel          | 109 (131) | 20  | 12  | -   | 15  | (10) | 15  | 12  | 15  | -   | (12) | 20  | -   |
| 2    | Michèle Mouton      | Audi          | 97        | -   | 8   | 20  | -   | 4    | 20  | -   | 20  | -   | 10   | -   | 15  |
| 3    | Hannu Mikkola       | Audi          | 70        | 15  | -   | -   | -   | -    | -   | -   | -   | 20  | 15   | -   | 20  |
| 4    | Stig Blomqvist      | Audi, Talbot¹ | 58        | -   | 20  | -   | -   | -    | -   | -   | -   | 15  | 20   | -   | 3¹  |
| 5    | Per Eklund          | Saab, Toyota¹ | 57        | -   | 10  | 15¹ | -   | -    | -   | 15¹ | -   | -   | -    | 15¹ | 2¹  |
| 6    | Björn Waldegård     | Toyota        | 36        | -   | -   | -   | -   | -    | -   | 20  | -   | -   | -    | 12  | 4   |
| 7    | Henri Toivonen      | Opel          | 32        | -   | -   | -   | -   | -    | 12  | -   | -   | -   | 8    | -   | 12  |
| 8    | Shekhar Mehta       | Nissan        | 30        | -   | -   | -   | 20  | -    | 10  | -   | -   | -   | -    | -   | -   |
| 9    | Bruno Saby          | Renault       | 26        | 8   | -   | -   | -   | 8    | -   | -   | -   | -   | -    | 10  | -   |
| 10   | Jean Ragnotti       | Renault       | 20        | -   | -   | -   | -   | 20   | -   | -   | -   | -   | -    | -   | -   |
| 10=  | Timo Salonen        | Nissan        | 20        | -   | -   | -   | -   | -    | -   | 10  | -   | 10  | -    | -   | -   |
| 12   | Guy Fréquelin       | Porsche       | 16        | 10  | -   | -   | -   | 6    | -   | -   | -   | -   | -    | -   | -   |
| 13   | Ari Vatanen         | Ford          | 15        | -   | 15  | -   | -   | -    | -   | -   | -   | -   | -    | -   | -   |
| 13=  | Jean-Claude Andruet | Ferrari       | 15        | -   | -   | -   | -   | 15   | -   | -   | -   | -   | -    | -   | -   |
| 15   | Jean-Luc Thérier    | Porsche       | 12        | 12  | -   | -   | -   | -    | -   | -   | -   | -   | -    | -   | -   |
| 15=  | Franz Wittmann      | Audi          | 12        | -   | -   | 12  | -   | -    | -   | -   | -   | -   | -    | -   | -   |
| 15=  | Mike Kirkland       | Nissan        | 12        | -   | -   | -   | 12  | -    | -   | -   | -   | -   | -    | -   | -   |
| 15=  | Bernard Béguin      | Porsche       | 12        | -   | -   | -   | -   | 12   | -   | -   | -   | -   | -    | -   | -   |
| 15=  | Domingo De Vitta    | Ford          | 12        | -   | -   | -   | -   | -    | -   | -   | 12  | -   | -    | -   | -   |
| 15=  | Pentti Airikkala    | Mitsubishi    | 12        | -   | -   | -   | -   | -    | -   | -   | -   | 12  | -    | -   | -   |
| 15=  | Markku Alén         | Lancia        | 12        | -   | -   | -   | -   | 2    | -   | -   | -   | -   | -    | -   | 10  |
| 15=  | Russell Brookes     | Vauxhall      | 12        | -   | -   | -   | -   | -    | -   | -   | -   | 6   | -    | -   | 6   |